# Design responsivo
Il design responsivo, o responsive web design (RWD), indica una tecnica di web design per la realizzazione di siti in grado di adattarsi graficamente in modo automatico al dispositivo con il quale vengono visualizzati (computer con diverse risoluzioni, tablet, smartphone, cellulari, web tv), riducendo al minimo la necessità dell'utente di ridimensionare e scorrere i contenuti.
Il design responsivo è un importante elemento dell'accessibilità, la quale tiene conto inoltre di numerosi altri fattori, incentrati non solo sui dispositivi ma anche sulle caratteristiche dell'utente (quali: capacità cognitive, vista, difficoltà fisiche, e così via).

## Storia
Il design responsivo nasce con la necessità di rendere i siti web facilmente accessibili con ogni tipo dispositivo e risoluzione video, necessità rilevata e studiata sin dagli anni 1990, anche dal gruppo del World Wide Web Consortium. Un libro del 2010 di Zoe Mickley Gillenwater sui fogli di stile 3.0 includeva guide sull'impaginazione flessibile.
La locuzione Responsive Web Design (RWD) è stata invece coniata da Ethan Marcotte in un articolo sulla rivista A List Apart, descrivendone poi teoria e pratica in un breve saggio del 2011. .net Magazine ha indicato il design responsivo come una delle principali tendenze del 2012.
Il 29 agosto 2012 il W3C ha pubblicato in versione bozza la proposta HTML Responsive Images Extension, contenente le specifiche per la creazione di un nuovo tag html <picture> al fine di superare i limiti del tag <img> e consentire alle pagine web di visualizzare diverse immagini in funzione di fattori quali risoluzione e densità dello schermo utilizzato dall'utente.
Luke Wroblewski ha riassunto alcune delle sfide progettuali del design responsivo, pubblicando un catalogo di modelli di impaginazione multi-dispositivo e suggerendo di focalizzare l'attenzione in particolare sull'esperienza dell'utente.

## Caratteristiche
Un sito responsivo fa uso di una impaginazione grafica con griglie a proporzioni fluide, struttura e immagini flessibili, e, generalmente, dei fogli di stile 3.0; in particolare di un'estensione della regola @media, per adattare l'impaginazione grafica all'ambiente nel quale il sito è visualizzato.
- Le media queries consentono alla pagina di usare diversi fogli di stile in base alle caratteristiche del dispositivo utilizzato.
- Il concetto di griglia flessibile richiede che gli elementi siano dimensionati tramite unità relative come percentuali ed em, e non con unità assolute come pixel o punti[18].
- Le immagini flessibili devono poter essere visualizzate con dimensioni diverse, in modo da potersi adattare all'impaginazione evitando di sovrapporsi agli altri elementi.

Come risultato, gli utenti che utilizzano diverse periferiche e browser, hanno accesso a un singolo sorgente i cui contenuti vengono però disposti in modo differente tale da essere sempre facilmente consultabili, e senza dover compiere troppe operazioni di ridimensionamento, scorrimento e spostamento.

### Resolution breakpoint
La necessità di adattare l'impaginazione alle diverse dimensioni e risoluzioni degli schermi, ha introdotto il concetto di "Resolution breakpoint" ("punti di interruzione della risoluzione"), in modo da stabilire delle soglie alle quali modificare la presentazione grafica in funzione della larghezza del dispositivo.
Tali soglie sono generalmente espresse in pixel, anche se l'aumento della densità dei pixel nelle nuove generazioni di dispositivi comporta che non si possa considerare l'area di visualizzazione solo in termini di pixel, senza considerarne l'effettiva dimensione.
Il framework Bootstrap identifica (in riferimento al "max-device-width") quattro tipi di dispositivi e corrispondenti resolution breakpoint:.
- dispositivi extra small con risoluzione inferiore a 768 pixel
- dispositivi small con risoluzione fino a 992 pixel
- desktop con risoluzione inferiore a 1200 pixel
- dispositivi large con risoluzione superiore a 1200 pixel

mentre Ethan Marcotte ne identifica sei:
- 320 pixel per dispositivi con schermi piccoli, come cellulari, con orientamento verticale (portrait)
- 480 pixel per dispositivi con schermi piccoli, come cellulari, con orientamento orizzontale (landscape)
- 600 pixel piccoli tablet, come Kindle di Amazon (600x800) e Nook di Barnes&Noble (600x1024), con orientamento verticale
- 768 pixel tablet da 10 pollici, come l'iPad (768x1024), con orientamento verticale
- 1024 pixel computer da scrivania, fissi o portatili e tablet come l'iPad (1024x768), con orientamento orizzontale
- 1200 pixel computer con schermi larghi, tipicamente fissi ma anche alcuni portatili

Tali tipologie possono essere più genericamente ricondotte a quattro principali:
- mobile: per cellulari
- narrow: per tablet
- normal: computer fisso o portatile
- wide: schermi di grandi dimensioni

### Impaginazione grafica

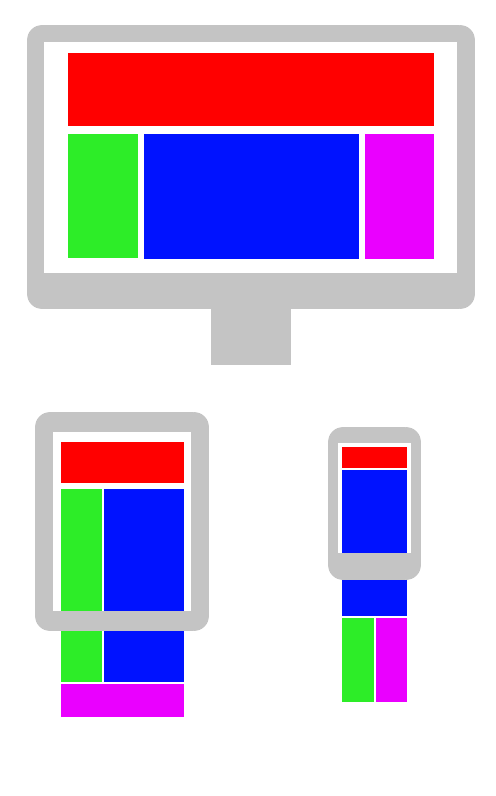
Un esempio di riorganizzazione con layout reflowing dei contenuti sui dispositivi desktop, tablet e smartphone

Le strategie per riorganizzare i contenuti in funzione dei dispositivi, hanno portato alla classificazione di diverse tipologie di impaginazioni grafiche:
- Reflowing
- Equal Width
- Off Canvas
- Source-Order Shift
- List
- Grid Block

L'impaginazione di tipo reflowing contiene diverse sottocategorie: mostly fluid (multi colonna con margini più larghi su grandi schermi, e su schermi narrow le aree vengono allineate su un'unica colonna), Column Drop, Layout Shifter, Tiny Tweaks.
L'impaginazione di tipo Equal Width divide lo schermo in colonne delle stesse dimensioni, e il numero di colonne può aumentare o diminuire proporzionalmente alla larghezza dello schermo.
L'impaginazione di tipo Off Canvas divide lo schermo in aree, principalmente verticali, che al diminuire della risoluzione non vengono mostrate in funzione della loro importanza fino a mostrare una sola colonna con il contenuto principale.
L'impaginazione di tipo Source-Order Shift sfrutta le proprietà flexbox e box-ordinal-group dei css per cambiare l'ordine con i quali i blocchi di contenuti vengono visualizzati nella pagina.
L'impaginazione di tipo List organizza la pagina in semplici liste di elementi che, analogamente a quanto succede sulle impaginazioni di tipo Equal Width, sono visualizzate su un numero di colonne proporzionali alla larghezza dello schermo così come le impaginazioni di tipo Grid Block che suddividono il layout in una griglia di rettangoli o quadrati.

## Rilevazione del dispositivo e compatibilità
Un tema di particolare interesse per il design responsivo è quello della compatibilità. Non tutti i browser e dispositivi, infatti, riconoscono le istruzioni più utilizzate per il ridimensionamento fluido dei contenuti o supportano le tecnologie necessarie. È inoltre fondamentale la rilevazione corretta del dispositivo, per fornire la relativa impaginazione grafica e individuare il livello di compatibilità possibile.
I browser dei primi cellulari non sono in grado di interpretare funzioni quali media queries o JavaScript, ed è pertanto più conveniente creare una impaginazione specificamente adatta alla visualizzazione su smartphone e computer, piuttosto che tentare una "degradazione graduale" per adattare un sito complesso e carico di immagini alla maggior parte dei cellulari.
L'identificazione dello user agent, ovvero del browser, e l'identificazione del dispositivo mobile sono due modi di dedurre se JavaScript e alcune istruzioni dell'HTML e dei fogli di stile sono supportate. L'utilizzo di librerie JavaScript come Modernizr, jQuery, e jQuery mobile può essere utile allo scopo, verificando direttamente le caratteristiche e lo user agent usati dall'utente.